# Ініціатива «Хартія Землі»
Ініціатива Хартія Землі— це колективна назва надзвичайно різноманітної глобальної мережі людей, організацій і закладів, які беруть участь у розповсюдженні та втіленні морально-етичних норм і принципів Хартії Землі.
Ініціатива представляє масштабний добровільний рух громадянського суспільства. Серед його учасників провідні міжнародні заклади, національні уряди та їхні заклади, університетські асоціації, неприбуткові недержавні організації, місцеві спільноти, муніципалітети, різноманітні конфесійні групи, школи, ділові кола, а також тисячі приватних осіб.

## Місія і цілі
Сформульована місія Хартії Землі — сприяти переходу до сталого способу життя і глобального суспільства в рамках спільної етичної основи, яка базується на повазі до і турботі про живу спільноту, екологічну цілісність, загальні права людини, повагу до різноманіття, економічну справедливість, демократію і культуру миру.

### Цілі
1. Ознайомити світову спільноту з Хартією Землі та поширювати розуміння її всебічного етичного бачення.
2. Сприяти схваленню та офіційному визнанню Хартії приватними особами, організаціями та Організацією Об’єднаних Націй.
3. Сприяти застосуванню Хартії Землі як офіційного довідника і втіленню її принципів громадянським суспільством, діловими колами та урядами.
4. Заохочувати і підтримувати застосування Хартії у навчальних цілях у школах, університетах, релігійних спільнотах, місцевих спільнотах тощо.
5. Сприяти визнанню і застосуванню Хартії Землі як документа „м’якого” закону.

### Стратегічні завдання
1. Сприяти зростанню глобальної мережі прибічників і партнерів Хартії Землі за співпраці з радниками, партнерськими організаціями та робочими групами.
2. Розробляти та розповсюджувати високоякісні інформаційні та навчальні матеріали серед різноманітних цільових груп, які охоплюють мільйони людей.
3. Перекладати найважливіші матеріали Хартії Землі на найпоширеніші мови світу.
4. Створювати вебсайти Хартії Землі в усіх країнах у співпраці з ключовими особами та організаціями.
5. Сприяти розповсюдженню бачення Хартії Землі у визначних місцевих, національних та міжнародних подіях та заохочувати приватних осіб та організацій до використання цінностей Хартії у сферах їхньої діяльності.
6. Пов’язувати Хартію Землі з важливими міжнародними ініціативами та процесами таким чином, щоб її етична основа могла бути використана як керівництво при вирішенні таких нагальних питань, як зміна клімату, втрата біорізноманіття, Цілі Розвитку Тисячоліття, продовольча безпека та розв’язання конфліктів.
7. Організовувати навчальні програми, які б сприяли прийняттю та застосуванню Хартії Землі в різноманітних сферах.
8. Розробляти рекомендації та інструменти, щоб допомагати організаціям, діловим колам та місцевим спільнотам використовувати Хартію Землі для оцінки прогресу на шляху до сталого розвитку.

## Організація
Офіційна мережа прибічників, партнерів і молодіжних груп допомагає розповсюджувати Хартію Землі у всьому світі. Багато з цих представництв знаходяться у великих організаціях і закладах національного рівня. 
Ініціатива координується Міжнародною Організацією Хартія Землі, яка складається з виконавчої частини і має назву Міжнародний Секретаріат Хартії Землі, а також Міжнародної Ради Хартії Землі. Секретаріат складається з нечисленного персоналу і розташовується в Університеті Миру в Сан Хосе, Коста-Рика. Міжнародна Рада ототожнюється з Правлінням. Вона збирається раз на рік і задає стратегічний напрямок Секретаріату та Ініціативі Хартія Землі.

## Молодіжна програма Хартії Землі
Молодіжна програма Хартії Землі — це мережа молодіжних неприбуткових недержавних організацій і молодих активістів, які розділяють спільний інтерес до сталого розвитку і Хартії Землі. Северн Калліс-Сузукі з Ванкувера (Канада) було призначено молодіжним представником в Комісії Хартії Землі, яка спостерігала за процесом написання Хартії. У віці 17 років, Северн взяла участь у Саміті Землі 1997 року і забезпечувала серйозне ставлення до інтересів молоді під час створення Хартії Землі. Вона сприяла включенню до остаточної версії  Хартії принципу 12-с, який наголошує на необхідності: „Пов’язати та підтримувати молодь, надаючи їй змогу відігравати суттєву роль у формуванні збалансованих суспільств”. Саме цей етичний принцип надихнув запуск Молодіжної програми Хартії Землі. Наразі в Міжнародній Раді Хартії Землі два представники молоді.